# Éditions OREP
 (août 2019).
OREP est une maison d'édition française, basée à Nonant dans le Calvados.
Elle est spécialisée dans la culture normande avec pour thématiques : histoire, patrimoine, tourisme, littérature, beaux-arts, jeunesse. 
Créée en 1987 par Philippe Pique à Cully, l'entreprise a commencé par éditer des plaquettes et revues municipales. En 1994, année commémorant le 50e anniversaire du débarquement de Normandie, elle se lance dans l'édition en publiant une première carte historique de la bataille de Normandie, suivie d’une monographie consacrée au port d'Arromanches-les-Bains. En 2011, l'entreprise compte plus de 200 ouvrages et une dizaine de salariés. En 2016, elle publie environ soixante ouvrages par an. Ses ouvrages se retrouvent dans les librairies régionales, musées et principaux lieux touristiques de Normandie.
En 2011, les éditions OREP ont mis en avant le 11e centenaire de la Normandie à travers une série d'ouvrages.
L'entreprise édite la revue Études normandes depuis 2017.
Au cours de la seule année 2024, qui commémore le 80e anniversaire du Débarquement et de la bataille de Normandie, OREP y consacre près de cinquante nouveautés.
Quelques auteurs 
- Michel de Decker
- Roger Jouet
- Jean-François Miniac
- Jean Quellien
- Claude Quétel
- David Nicolas
- Jean Renaud
- Régis Boyer
- Patrice Lajoye[9]
- Jérôme Eho
- Jérôme Phalippou